# Benoît Schwarz
Benoît Schwarz (Zürich, 1991. augusztus 19. –) olimpiai bronzérmes svájci curlingjátékos.

## Élete
Tizenhárom éves korában kezdett curlingezni. A 2009-es téli európai ifjúsági olimpiai fesztiválon aranyérmes lett, majd 2010-ben – Peter de Cruzzal és Valentin Tannerrel együtt – a svájci junior világbajnokságot – melyen sikeresen legyőzték Skóciát – ismét egy aranyéremmel zárta. A következő évben csak a második helyet sikerült megszerezniük. Sportpályafutása során két világbajnoki bronzérmet (2014, 2017), egy-egy Európa-bajnoki arany- (2013) és ezüst- (2015), illetve két bronzérmet (2016, 2017) sikerült begyűjtenie.
2014-ben – 22 évesen – tagja volt a téli olimpiára kiutazó svájci curling csapatnak, ahol végül a nyolcadik helyen zártak. Négy évvel később, a De Cruz vezette (De Cruz–Schwarz–Tanner–Claudio Pätz összeállítású) csapat tagjaként másodjára is képviselhette hazáját a dél-koreai Phjongcshangban rendezett téli olimpiai játékokon, ahol a harmadik helyért vívott csatában legyőzték a kanadaiakat.